# Iñaki Echaniz
Pour les articles homonymes, voir Echaniz.
Iñaki Echaniz [iɲaki et͡ʃanis], né le 2 septembre 1993 à Oloron-Sainte-Marie (Pyrénées-Atlantiques), est un homme politique français.
Membre du Parti socialiste, il est élu député dans la 4e circonscription des Pyrénées-Atlantiques lors des élections législatives de 2022. Il siège au sein du groupe socialiste et est membre de la commission des Affaires culturelles et de l'Éducation de l'Assemblée nationale. Il est réélu en 2024.

## Biographie
Son prénom, Iñaki, et son nom, Echaniz, lui viennent de ses grands-parents basques, originaires d'Azpeitia et de Beasain en Gipuzkoa (Espagne). Le tilde du prénom Iñaki est aujourd'hui interdit par la circulaire de juillet 2014, et ne figure pas sur son nom sur le site de l'Assemblée nationale ; à ce sujet, il estime que ce tilde « n'est pas un affront à la République. » Ses grands-parents sont venus s'installer à Oloron-Sainte-Marie en 1968. Il y naît en 1993 dans le quartier Sainte-Marie. Son enfance est marquée par le décès de sa mère alors qu'il a six ans, suivi par celui de son père quand il a 14 ans. « Ça a forgé mon caractère, ma volonté de combattre les injustices », explique-t-il. Il reconnaît ne parler ni basque ni béarnais, ce qu'il regrette et attribue à « un défaut dans l'enseignement proposé ».
À quinze ans, il s'investit dans le mouvement contre la réforme des retraites de Sarkozy, organisant une manifestation avec le lycée Supervielle d'Oloron-Sainte-Marie. Il n'hésite pas à solliciter le maire socialiste de la ville, Bernard Uthurry, qui a relevé « un discours très spontané et mature pour son âge ». En 2020, il le rejoint comme conseiller municipal à la mairie d'Oloron-Sainte-Marie.
Iñaki Echaniz est un conseiller principal d'éducation passé par la Seine-Saint-Denis où il a d'abord été affecté. Il a demandé et obtenu sa mutation en 2022 dans le département des Pyrénées-Atlantiques. Il a adhéré au syndicat de l'Éducation nationale SNES-FSU. Il a par ailleurs été moniteur de ski à Gourette.

## Parcours politique

### Député

#### Premier mandat
Membre du Parti socialiste et candidat désigné par la Nouvelle Union populaire écologique et sociale (NUPES) dans la quatrième circonscription des Pyrénées-Atlantiques pour les élections législatives de 2022, il arrive en deuxième position au premier tour, avec 24,07 %, derrière la candidate de la majorité présidentielle Annick Trounday, contre qui il l'emporte au second tour avec 50,11 % des suffrages exprimés. Il est élu député le 19 juin 2022, succédant ainsi à Jean Lassalle qui ne se représentait pas.
Il se voit comme un « député de rassemblement », reconnaissant « une affection particulière » à son prédécesseur malgré les désaccords politiques, notamment concernant l'agriculture. L'élu basco-béarnais rejoint les préoccupations exprimées au Pays basque concernant la défense de la langue basque ou la crise foncière. Il s'investit notamment sur le sujet de la surlocation saisonnière et ses impacts pour les habitants permanents dans les zones touristiques, particulièrement concernées au Pays basque, avec des collègues de gauche du centre et de droite, et parvient à faire avancer une réforme prochaine pour remettre en cause la niche fiscale favorisant les locations courtes — ce qui bénéficie fortement aux plateformes de mise en relation, dont Airbnb — en mai 2024, avec sa collègue Annaïg Le Meur du groupe Renaissance à l'Assemblée puis au Sénat.

#### Second mandat
Lors des élections législatives anticipées de 2024, il est réélu avec 47,92 % des voix au second tour face à Sylviane Lopez (Rassemblement national) et Jean Lassalle (divers droite), le camp présidentiel ayant décidé de ne pas présenter de candidat.
Iñaki Echaniz vote le 16 janvier 2025 à l'Assemblée nationale la motion de censure déposée par La France insoumise le 14 janvier 2025.

## Synthèse des résultats électoraux

### Élections législatives
| Année | Parti  | Parti | Circonscription             | 1er tour | 1er tour | 1er tour | 2d tour | 2d tour | 2d tour | Issue |
| Année | Parti  | Parti | Circonscription             | Voix     | %        | Rang     | Voix    | %       | Rang    | Issue |
| ----- | ------ | ----- | --------------------------- | -------- | -------- | -------- | ------- | ------- | ------- | ----- |
| 2022  |        | PS    | 4e des Pyrénées-Atlantiques | 10 395   | 24,07    | 2e       | 19 935  | 50,11   | 1er     | Élu   |
| 2024  | 21 968 | PS    | 4e des Pyrénées-Atlantiques | 38,01    | 1er      | 27 762   | 47,92   | 1er     | Élu     |       |